# گل گدوت
گَل گَدوت-ورسانو (به عبری: גל גדות؛ زادهٔ ۳۰ آوریل ۱۹۸۵) بازیگر و مدل اسرائیلی است. وی در سال ۲۰۰۴ به عنوان نماینده اسرائیل در مسابقهٔ دوشیزه جهان شرکت کرد. بیشتر شهرت او به دلیل بازی در نقش پرنسس دایانا/ زن شگفت‌انگیز در دنیای سینمایی دی‌سی است.
در سال ۲۰۱۸، گَدوت در فهرست ۱۰۰ فرد بانفوذ جهان مجلهٔ تایم قرار گرفت و او را در بین پردرآمدترین بازیگران جهان قرار داد.

## حرفه بازیگری

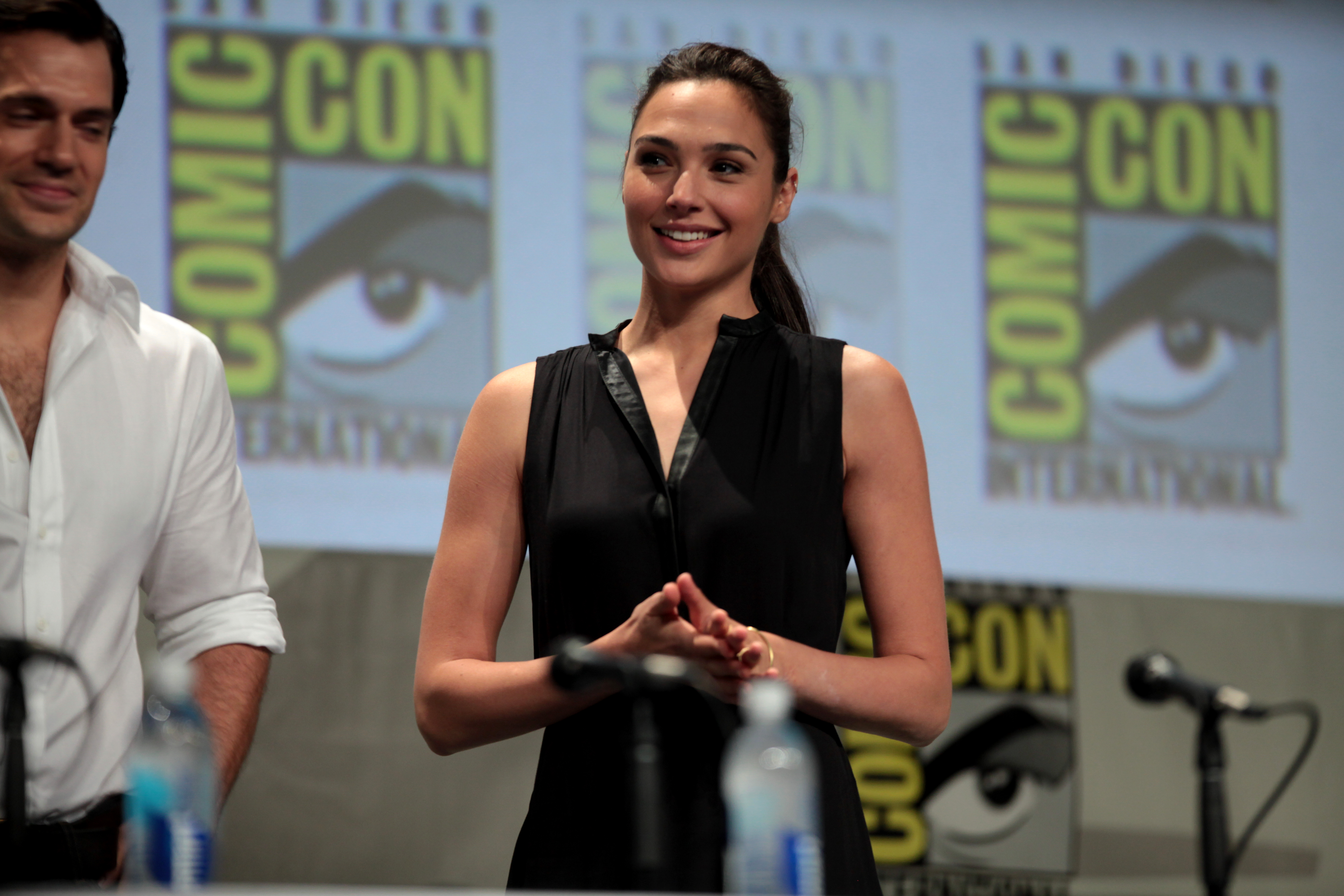
گدوت در کامیک-کان بین‌المللی سن دیگو سال ۲۰۱۴ برای فیلم بتمن در برابر سوپرمن: طلوع عدالت

اوّلین حضور گَل گَدوت به عنوان بازیگر در سریالی اسرائیلی به نام Bubot بود و پس از آن برای پیشرفت در این عرصه به آمریکا رفت. او برای فیلم ذره‌ای آرامش (محصول سال ۲۰۰۸) آزمون بازیگری داد، اما با این که در آزمون باند گرل شکست خورد، توجه کارگردان‌ها و فیلمسازها را به خود جلب کرد. گَل گَدوت که در موتورسواری مهارت زیادی داشت و به دلیل حضور در ارتش اسرائیل با مهارت‌های ارتشی آشنا بود برای نقش دستیار کارتل، جیزل یاشر، در فیلم سریع و خشمگین ۴ دعوت شد. او این نقش را پذیرفت. کارگردان آنقدر از بازی او راضی بود که در دو قسمت دیگر این فیلم هم از این بازیگر استفاده کرد.
یکی از ویژگی‌های او برای انتخاب در نقش جیزل، علاقه کارگردان به مهارت‌های نظامی او بود و در قسمت بعد همین فیلم به عنوان سریع و خشمگین ۶ در کنار پل واکر و ون دیزل ظاهر شد.
گَدوت برای نقش‌آفرینی در فیلم‌های شوالیه و روز، تریپل ناین و ایفای نقش شخصیت پرنسس دایانا (زن شگفت‌انگیز) در فیلم‌های دنیای سینمایی دی‌سی کامیکس شامل بتمن در برابر سوپرمن: طلوع عدالت (۲۰۱۶) و فیلم‌های زن شگفت‌انگیز(۲۰۱۷)و لیگ عدالت(۲۰۱۷) شناخته شده است.
فیلم «زن شگفت‌انگیز» که نقش اصلی آن را گَل گَدوت ایفا می‌کند، همزمان با نمایش جهانی در لبنان، به دلیل ملیت اسرائیلی وی ممنوع اعلام شد. پس از آن کشورهای قطر و تونس نیز این فیلم را ممنوع اعلام کردند.
فیلم‌هایی چون رالف اینترنت را خراب می‌کند، چشم و هم چشمی و بین دو سرخس: فیلم از دیگر آثاری است که گل گدوت در آن‌ها به ایفای نقش پرداخته است.
در سال ۲۰۱۴، نام گل گدوت در لیست ۱۰۰ زن جذاب مجله ماکسیم قرار گرفت.
او همچنین اولین بازیگر زن غیر آمریکایی است که نقش پرنسس دیانا/ زن شگفت‌انگیز را ایفا کرده است.

## کودکی و پیشینه
گل گدوت در پتخ تیکوا، اسرائیل متولد شد، و در شهر همجوار خود روش هاعین بزرگ شد. در زبان عِبری، نام او به معنی «موج» است و نام خانوادگی وی به معنای «ساحل رودخانه» است. او در یک خانواده سختگیر بزرگ شد و با این حال امکانات مختلفی را در اختیار او قرار دادند. او عاشق موتور سواری و ورزش بود. او در یک مدرسه مخصوص در رشته علوم تجربی تحصیل می‌کرد. پس از مدرسه به استخر یا زمین تنیس می‌رفت. وی همچنین به والیبال و بسکتبال نیز علاقه داشت اما بیش از هرچیز دیگری به رقص علاقه داشت و دوست داشت طراح رقص باشد. با این حال پس از مدتی نظرش را تغییر داد و تصمیم گرفت در رشته فِقه تحصیل کند. او دو سال را در ارتش نیروی دفاعی اسرائیل گذراند و از این بابت پشیمان نیست، زیرا معتقد است ارتش احترام و نظم را به فرد آموزش می‌دهد. پس از پایان سربازی به کالج IDC Herzliya وارد شد و چند ترم را در رشته حقوق گذراند. او می‌خواست به آرزوی خود رسیده و وکیل شود. با این حال پس از مدتی متوجه شد که به درد این رشته نمی‌خورد. پس از سال اول تصمیم گرفت صنعت رؤیایی آمریکا را تصاحب کند.
پدر او از نسل ششم اسرائیلی است. والدینش پیش از به دنیا آمدن گَل گَدوت نام خانوادگی خود را عوض کردند. پدربزرگ و مادربزرگ مادری وی در اروپا به دنیا آمد. پدربزرگ او، که در اردوگاه کار اجباری آشویتس زندانی بود و از هولوکاست جان سالم به در برد و مادربزرگ او به همراه یکدیگر و پیش از حمله نازی‌ها آلمان را ترک کردند. گدوت اظهار داشته است که او در «یک خانواده بسیار یهودی و اسرائیلی» پرورش یافته است. اجداد وی لهستانی، یهودی، اتریشی-یهودی، آلمانی-یهودی و چک-یهودی است. او یک خواهر کوچکتر نیز دارد.

## زندگی شخصی
گَل گَدوت در سپتامبر ۲۰۰۸ با یک تاجر اسرائیلی به نام یارون ورسانو ازدواج کرد. او از این ازدواج سه دختر به نام‌های آلما و مایا و دنیلا دارد. همسر او در آمستردام به دنیا آمده و در دانشگاه نیویورک تحصیل کرده است. سپس مالک هتل ورسانو در نوزدک شد و در سال ۲۰۱۵ این هتل را به ارزش ۲۶ میلیون دلار به رومن آبراموویچ فروخت.

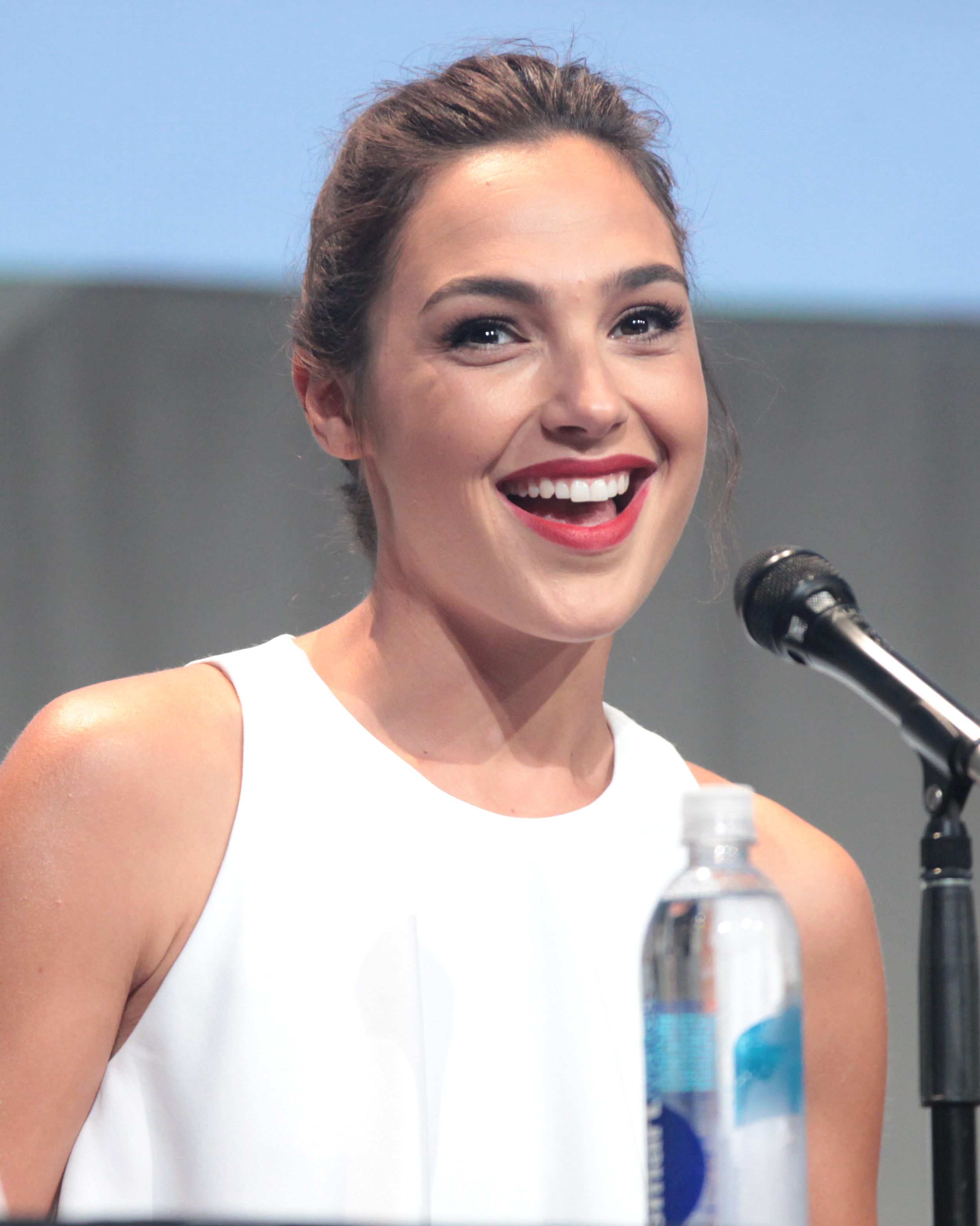
گل گدوت در سال ۲۰۱۵

## زن شگفت‌انگیز

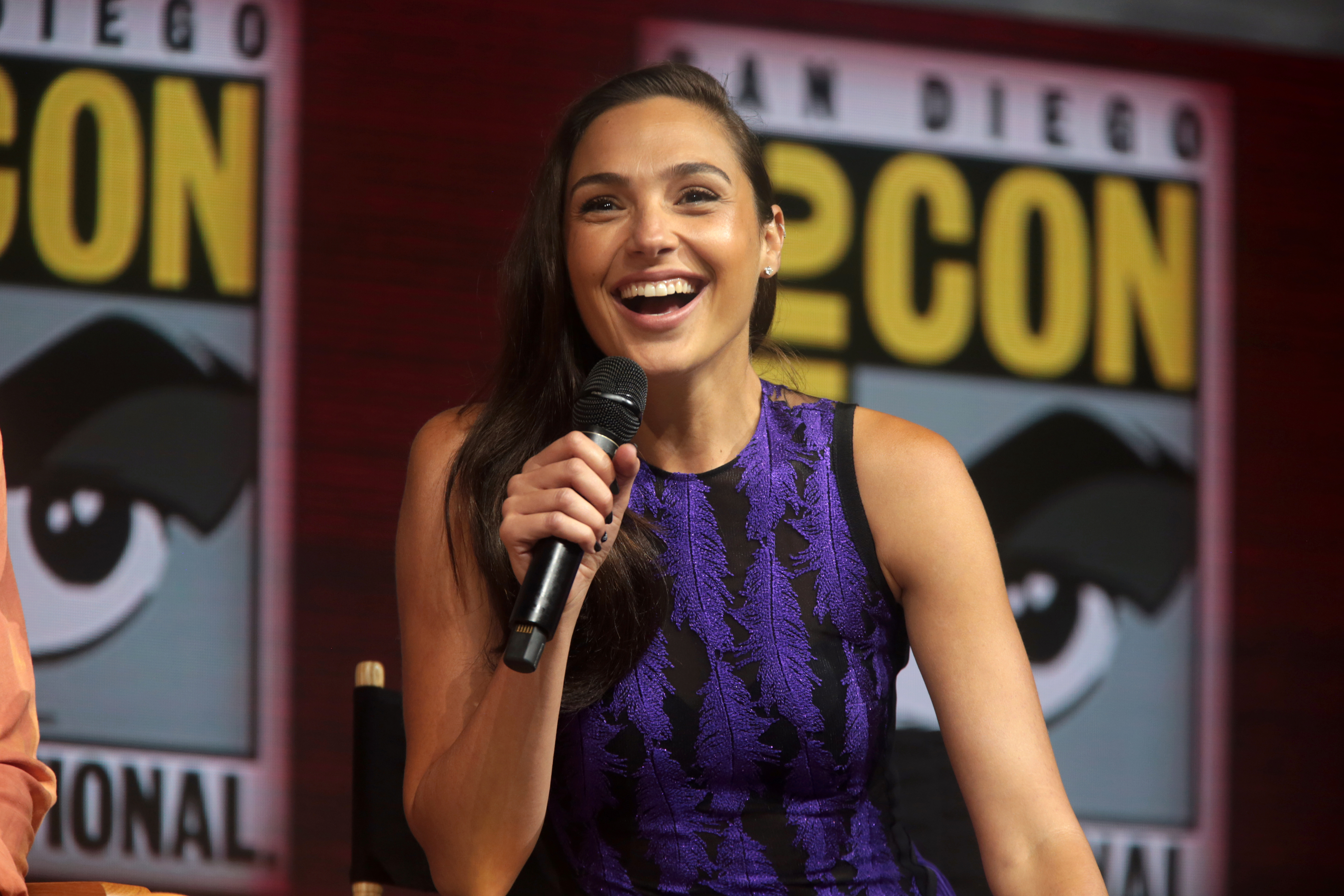
گدوت در کامیک-کان بین‌المللی سن دیگو سال ۲۰۱۸ برای فیلم زن شگفت‌انگیز ۱۹۸۴

واندر وومن/ زن شگفت‌انگیز که معروف‌ترین اثر گَل گَدوت می‌باشد ادامه اتفاقات فیلم بتمن در برابر سوپرمن: طلوع عدالت است. گَل گَدوت در این فیلم نقش پرنسس دایانا را بازی می‌کند که در پاریس به سر می‌برد و از طرف بروس وین/ بتمن عکس قدیمی‌اش را که مربوط به جنگ جهانی اول بود دریافت می‌کند و با دیدن عکس شروع به مرور خاطرات خود می‌کند.
پرنسس دایانا تنها کودکی است که در جزیره تمیسکیرا زندگی می‌کند و بسیار علاقه‌مند به آموختن فنون رزمی است که مادرش با این کنجکاوی‌های او دربارهٔ آموختن فنون رزم و جنگ مخالفت می‌کند اما پرنسس دایانا/ زن شگفت‌انگیز با حمایت‌های خاله اش شروع به یادگیری این فنون می‌کند.
گَل گَدوت در تعدادی از بخش‌های فیلم‌برداری مجدد صحنه‌ها فرزند دومش را پنج‌ماهه باردار بود؛ بنابراین عوامل جلوه‌های ویژه، تدوین فیلم را به شکلی انجام دادند که شکل بدن گَل گَدوت طبیعی باشد. گدوت توانست برای بازی در دو فیلم «زن شگفت‌انگیز (محصول سال ۲۰۱۷)» و «لیگ عدالت (محصول سال ۲۰۱۷)» فروش جهانی معادل ۱٫۴ میلیارد دلار را به خود اختصاص دهد و تبدیل به پولسازترین بازیگر جهان در سال ۲۰۱۷ شود.
او همچنین در سال ۲۰۱۸ با لباس زن شگفت‌انگیز به بیمارستان‌های ویرجینیا و ملاقات کودکان رفت.
او در فیلم زن شگفت‌انگیز ۱۹۸۴ نقش پرنسس دایانا را دوباره ایفا کرد.

## سری فیلم‌های سریع و خشمگین
توانایی گَل گَدوت در موتور سیکلت سواری سبب شد تا مورد توجه کارگردان فیلم سریع و خشن که به هنرهای رزمی علاقه خاصی دارد قرار بگیرد و در قسمت ششم این مجموعه فیلم حضور پیدا کند و به دلیل بازی خوب او در قسمت ششم در دو قسمت دیگر مجموعه فیلم‌های سریع و خشمگین نیز حضور داشته باشد. همچنین بدلکاری‌هایش در فیلم «سریع و خشمگین» توسط خودش انجام می‌شد.

## فیلم مُجرم
فیلم مُجرم به کارگردانی آریل ورومن محصول سال ۲۰۱۶ می‌باشد. داستان فیلم مجرم دربارهٔ یک زندانی خطرناک (با بازی کوین کاستنر) است که حافظه‌اش با حافظهٔ یک مأمور کشته شدهٔ سازمان سیا جابجا می‌شود که به همین سبب، او توانایی‌ها و خاطرات آن مأمور کشته شده را به‌دست می‌آورد تا یک نقشهٔ مرگبار را نقش بر آب کند.
گَل گَدوت در این فیلم نقش همسر رایان رینولدز را بازی می‌کرد و با بازیگران مطرحی همچون «کوین کاستنر»، «رایان رینولدز»، «تامی لی جونز» و «گری اولدمن» هم بازی بوده است.

## تهیه کنندگی و شرکت فیلم‌سازی
در سال ۲۰۱۹ گَل گَدوت به همراه همسرش یارون ورسانو یک شرکت تولیدی فیلم بنام pilot wave را تشکیل داد.

## فعالیت‌ها و دیدگاه‌ها
گل گدوت در جریان بمباران غزه در سال ۲۰۲۱ گفت: «برای قربانیان و خانواده‌های آنها دعا می‌کنم. دعا می‌کنم که این خصومتِ ورای تصور پایان یابد، برای رهبران ما دعا می‌کنم تا چاره‌ای بیندیشند که بتوانیم در کنار یکدیگر در صلح زندگی کنیم.»
این توییت با واکنش‌هایی همراه بود.

## فیلم‌شناسی

### فیلم

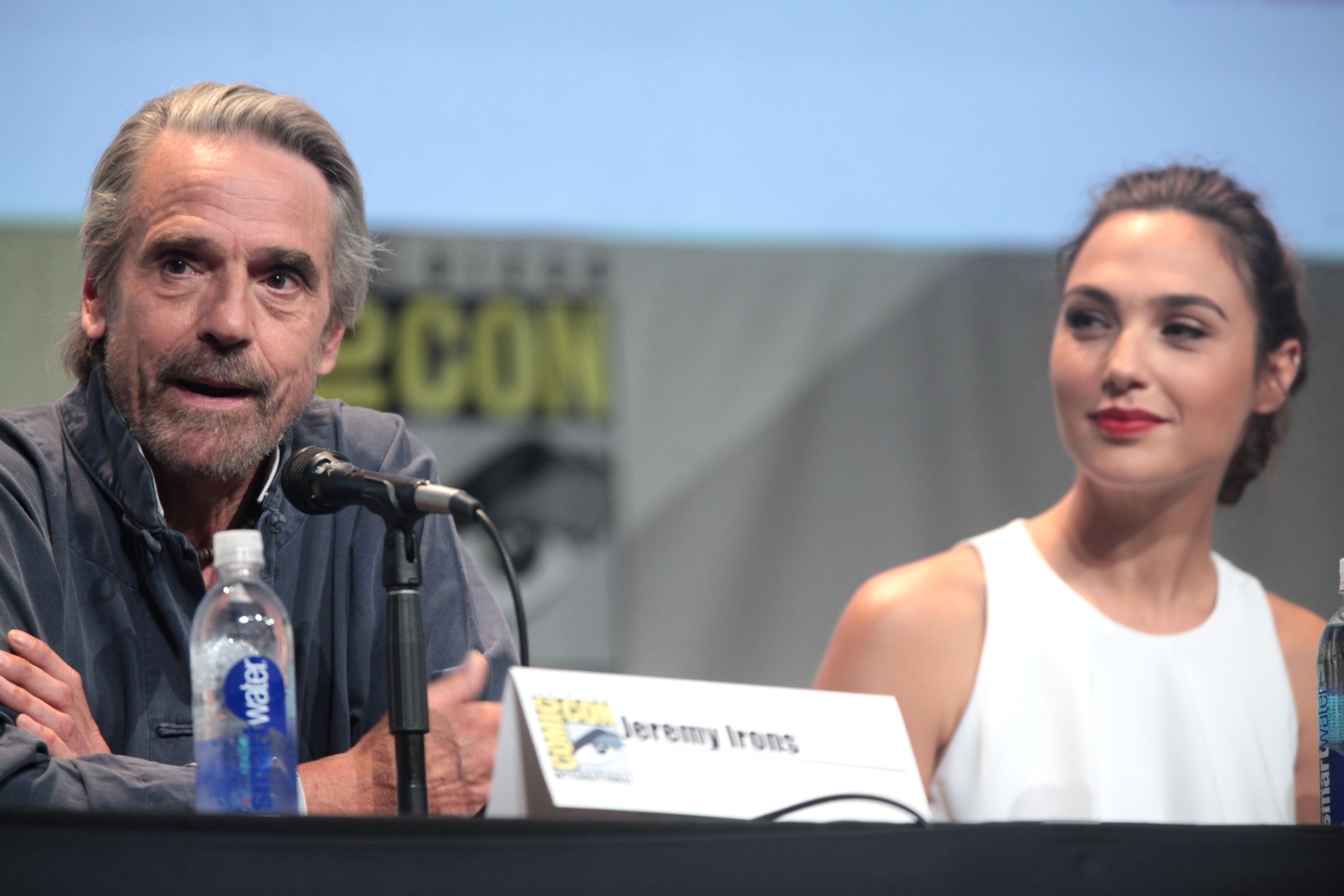
گل گدوت در کنار جرمی آیرونز

| سال  | عنوان                            | نقش                         | یادداشت                       |
| ---- | -------------------------------- | --------------------------- | ----------------------------- |
| ۲۰۰۹ | سریع و خشمگین ۴                  | ژیزل یاشار                  |                               |
| ۲۰۱۰ | شب قرار                          | ناتانیا                     |                               |
| ۲۰۱۰ | شوالیه و روز                     | نائومی                      |                               |
| ۲۰۱۱ | سریع و خشمگین ۵                  | ژیزل یاشار                  |                               |
| ۲۰۱۳ | سریع و خشمگین ۶                  | ژیزل یاشار                  |                               |
| ۲۰۱۴ | بیرون انداختن شوشانا             | میریت بن هاروش              |                               |
| ۲۰۱۵ | خشمگین ۷                         | ژیزل یاشار                  | در یک صحنه حذف شده ظاهر می‌شود |
| ۲۰۱۶ | بتمن در برابر سوپرمن: طلوع عدالت | دایانا پرینس / زن شگفت‌انگیز |                               |
| ۲۰۱۶ | مجرم                             | جیل پوپ                     |                               |
| ۲۰۱۶ | چشم‌وهم‌چشمی                       | ناتالی جونز                 |                               |
| ۲۰۱۶ | تریپل ناین                       | النا ولاسلوف                |                               |
| ۲۰۱۷ | زن شگفت‌انگیز                     | دایانا پرینس / زن شگفت‌انگیز |                               |
| ۲۰۱۷ | لیگ عدالت                        | دایانا پرینس / زن شگفت‌انگیز |                               |
| ۲۰۱۸ | رالف اینترنت را خراب می‌کند       | شنک                         | صدا                           |
| ۲۰۱۹ | بین دو سرخس: فیلم                | خودش                        | کامئو                         |
| ۲۰۲۰ | زن شگفت‌انگیز ۱۹۸۴                | دایانا پرینس / زن شگفت‌انگیز | همچنین تهیه‌کننده              |
| ۲۰۲۱ | اعلان قرمز                       | سارا بلک                    |                               |
| ۲۰۲۲ | مرگ بر روی نیل                   | لیننت ریج وی-دویل           |                               |
| ۲۰۲۳ | هارت استون                       | ریچل استون                  | همچنین تهیه‌کننده              |
| ۲۰۲۵ | سفیدبرفی                         | ملکه بدجنس                  |                               |
| TBA  | در دست دانته                     |                             |                               |

| به آثاری اشاره دارد که در حال حاضر منتشر نشده‌اند | به آثاری اشاره دارد که در حال حاضر منتشر نشده‌اند |

### سریال
| سال   | نام سریال                  | نقش                 |
| ----- | -------------------------- | ------------------- |
| ۲۰۰۷  | بابوت                      | میریَم (مِری) الکایام |
| ۲۰۰۹  | زندگی زیبا                 | اولیویا             |
| ۲۰۰۹  | دار و دسته                 | لیزا                |
| ۲۰۱۱  | اسفر                       | کیکا                |
| ۲۰۱۲  | یک کشور فوق‌العاده          | خودش                |
| ۲۰۱۷  | پخش زنده شنبه شب           | خودش                |
| ۲۰۱۸  | سیمپسون‌ها                  | خودش                |
| ۲۰۱۹  | مسابقه آواز یورو ویژن ۲۰۱۹ | خودش                |
| ۲۰۲۰  | ویروس کرونا شوخی نیست      | خودش                |
| ۲۰۲۰  | کلاس ۲۰۲۰: در کنار هم      | خودش                |
| ----- | هیدی لامار                 | هیدی لامار          |